# European Platform of Women Scientists

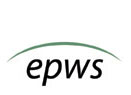
Logo der European Platform of Women Scientists

Die European Platform of Women Scientists (EPWS) ist eine Dachorganisation verschiedener Netzwerke und Organisationen von Wissenschaftlerinnen aus der Europäischen Union und weiteren, mit dem Forschungsrahmenprogramm der Europäischen Kommission assoziierten Staaten, die Geschlechtergerechtigkeit in der Forschung fördern.

## Gründung und Präsidenz
Die deutsche Pharmazeutin Brigitte Mühlenbruch gründete im Auftrag und mit Mitteln der Europäischen Kommission die EPWS, die sie bis 2009 als Vizepräsidentin und bis 2017 als Präsidentin leitete. Seitdem ist sie Ehrenpräsidentin.
Die französische Physikerin und erste Professorin an der École polytechnique Claudine Hermann war Vize‐Präsidentin von 2009 bis 2017 und Präsidentin von 2017 bis 2021. Sie wurde 2021 zur Ehrenpräsidentin gewählt.
Seit 2021 ist die italienische Biologin Lucia Martinelli Präsidentin und die französische Mathematikerin Colette Guillopé Vize-Präsidentin.

## Organisation
Die EPWS wurde im November 2005 als eine internationale Non-Profit-Organisation unter belgischem Recht (VoG) gegründet und wird von einem internationalen und multidisziplinären Gremium aus elf hochrangigen Wissenschaftlerinnen geleitet. Sie ergänzt die europäischen Initiativen zur Förderung einer stärkeren Partizipation von Wissenschaftlerinnen in Forschung und Wissenschaftspolitik sowie dem Einbezug einer Gender-Dimension in die Forschung und bildet somit ein strategisches Instrument europäischer Forschungspolitik.
Die Plattform repräsentiert über 100 Mitgliedsorganisationen, die für die Interessen und Aspirationen der mehr als 12.000 europäischen Wissenschaftlerinnen eintreten. Sie repräsentiert von Naturwissenschaft bis Sozialwissenschaft alle wissenschaftlichen Disziplinen.

## Ziele
- Vernetzung bestehender Netzwerke von Wissenschaftlerinnen aller Disziplinen und von Netzwerken der Wissenschaftsförderung[7]

- Steigerung der Partizipation von Wissenschaftlerinnen in der europäischen Forschung und ihren Entscheidungsorganen als wissenschaftliche Projektmitarbeiterinnen, Forschungsprojektleiterinnen und -koordinatorinnen, in Review- und Begutachtungsprozessen sowie in Expertengruppen[8]

- Erhöhung der Teilhabe von Wissenschaftlerinnen an nationalen und europäischen Forschungsprogrammen, vor allem am Seventh EU Framework Programme for Research and Technological Development (FP7)[9]

- Werbung für die Einbeziehung der Gender-Dimension sowie einer geschlechtersensiblen Auffassung von Exzellenz und Innovation in die Wissenschaftspolitik für alle akademischen Felder[10]

## Aktivitäten
- Networking und Mitgliedschaft: EPWS unterstützt die Arbeit verschiedener nationaler und regionaler Netzwerke von Wissenschaftlerinnen ("networking the networks").

- Wissenschaftspolitik und Fürsprache: Die Plattform unterhält engen Kontakt mit der weiblichen Wissenschaftsgemeinschaft und führt einen konstanten Dialog mit europäischen Forschungsinstitutionen.

- Informations- und Öffentlichkeitsarbeit: Die Newsletter der EPWS erreichen mehr als 1.500 Abonnenten.

- Private und öffentliche Partnerschaften: Die Plattform arbeitet mit Mitgliedsnetzwerken, Forschungseinrichtungen, Stiftungen, Einrichtungen der Wirtschaftsforschung und anderen öffentlichen Einrichtungen zusammen.